# Mitracarpus baturitensis
Mitracarpus baturitensis är en måreväxtart som beskrevs av Dimitri Sucre Benjamin. Mitracarpus baturitensis ingår i släktet Mitracarpus och familjen måreväxter. Inga underarter finns listade i Catalogue of Life.